# Conocybe pinetorum
Conocybe pinetorum är en svampart som beskrevs av Watling, Esteve-Rav. & G. Moreno 1986. Conocybe pinetorum ingår i släktet Conocybe och familjen Bolbitiaceae.   Inga underarter finns listade i Catalogue of Life.